# Sergio Boris
Para el futbolista chileno véase Boris González.
Sergio Boris González Monteagudo, conocido como Boris (Avilés, Asturias, España, 26 de mayo de 1980) es un jugador español de fútbol profesional. Juega como defensa central y su actual equipo es el Club Deportivo Colunga del Grupo II la Tercera División de España española.

## Trayectoria
Comenzó a jugar en el fútbol base del Real Avilés de su ciudad natal, aunque en categoría cadete se incorporó al Real Oviedo. Tras pasar por varios escalafones de la cantera del club ovetense, debutó en Primera División el 29 de mayo de 1999 ante el Valencia CF. Las siguientes temporadas fue consolidándose como titular en la defensa del equipo asturiano, con el que jugó dos años más en Primera y otro en Segunda División.
Al término de la temporada 2001-02 regresó a Primera firmando con la Real Sociedad. El suyo fue un fichaje histórico, ya que ponía fin a la política del club de no fichar jugadores españoles nacidos fuera del País Vasco, rompiendo una tradición de 35 años.
En su primer año con el club de San Sebastián acarició el título de liga, aunque finalmente el equipo acabó subcampeón. En total, esa temporada participó en 25 partidos ligueros.
La siguiente campaña, aunque supuso su debut en la Liga de Campeones de la UEFA -el 25 de noviembre de 2003 ante el Olympiacos FC- apenas dispuso de oportunidades, siendo alineado únicamente en siete partidos de liga.
Tras ser descartado definitivamente por el nuevo técnico txurri-urdin, José María Amorrortu, la campaña 2004-05 fue cedido al Córdoba CF de Segunda División. En el club andaluz, sin embargo, vivió una difícil temporada -que terminó con el descenso de categoría- llegando a estar apartado del equipo durante tres meses por decisión técnica.
Regresó a la Real Sociedad para la temporada 2005-06, donde nuevamente se encontró con el rechazo de Amorrortu, quien inicialmente decidió excluirle del primer equipo.
Finalmente, el futbolista asturiano se quedó en San Sebastián para cumplir el año de contrato que tenía pendiente, aunque su aportación al equipo fue testimonial (tres partidos de Liga y uno de Copa).
Finalizada su vinculación contractual con el club vasco, en julio de 2006 firmó por el CD Numancia de Segunda División.
En el equipo soriano volvió a ganarse la titularidad y la temporada 2007-08 logró ascender a Primera tras proclamarse campeón de Segunda.
En agosto de 2011 vuelve al equipo de su ciudad, el Real Avilés, que proyecta un equipo ilusionante con cuatro exjugadores de Primera División para ascender al club a categorías superiores. Firma por dos temporadas.

## Selección nacional
Ha sido internacional en categoría sub-21 con España.

## Clubes
| Club                    | País   | Año       |
| ----------------------- | ------ | --------- |
| Real Oviedo "B"         | España | 1998-1999 |
| Real Oviedo             | España | 1999-2002 |
| Real Sociedad           | España | 2002-2004 |
| Córdoba C. F. (cedido)  | España | 2004-2005 |
| Real Sociedad           | España | 2005-2006 |
| C. D. Numancia de Soria | España | 2006-2011 |
| Real Avilés C. F.       | España | 2011-2013 |
| Club Marino de Luanco   | España | 2013-2017 |
| C. D. Colunga           | España | 2017-2019 |

## Palmarés

### Campeonatos nacionales
| Título                   | Club                    | País   | Año  |
| ------------------------ | ----------------------- | ------ | ---- |
| Liga de Segunda División | C. D. Numancia de Soria | España | 2008 |